# Czas zguby
Czas zguby (Kaal, hindi काल, urdu کال) – bollywoodzki film przygodowy wyreżyserowany w 2005 roku przez Soham Shaha.
Soham Shah jest twórcą dialogów i współtwórcą scenariusza (Wraz z Karan Joharem). Producentami tego filmu są Karan Johar i Shah Rukh Khan.
Ten ostatni rozsławił go tańcząc do piosenki Kaal Dhamaal. Film opowiada historię badacza przyrody, który w Parku Narodowym Jima Corbetta wraz z żoną i przyjaciółmi walczy o życie z siłami nadprzyrodzonymi. W rolach głównych występują Ajay Devgan, John Abraham, Vivek Oberoi, Lara Dutta i Esha Deol.

## Fabuła
Dev Malhotra (Vivek Oberoi) z dziewczyną Ishiką (Lara Dutta) i dwójką przyjaciół Vishalem i Satjitem wyruszają na kilkudniowy wypoczynek na farmie. Po drodze mijają rezerwat tygrysów. Sajit, wielki miłośnik polowań przekonuje ich, aby wjechali na teren rezerwatu. Dev protestuje goraco. Nienawidzi u swojego przyjaciela jego pasji do zabijania zwierząt.
W tym samym czasie do rezerwatu przyjeżdża pracujący dla "National Geographic" Krish (John Abraham) z żoną Riyą (Esha Deol). Jego zadaniem jest zbadać tajemnicę powtarzających się ostatnio w rezerwacie śmierci turystów rozszarpywanych przez tygrysa-ludojada. Zderzenie ich samochodóow zderza też ze sobą ich losy. I rozpoczyna ich dramat. Najpierw ginie kierowca auta Krisha. Potem tygrys wywleka nocą śpiącego przed domem przewodnika rezerwatu. Młodzi w panice szukają lekkomyślnego Sajita, który wbrew ostrzeżeniom wybrał się na polowanie. Myśliwy sam został upolowany. Przerażeni czekają, kto następny. Krish atakuje Deva. Zwraca uwagę, że ginie zawsze osoba, na którą wybuchowy drażliwy Dev naskoczył przedtem z wrogością grożąc jej zabiciem. Groza rośnie. Pozostała piątka ucieka w panice ostrzegana przez strażnika rezerwatu, że wkrótce podniesie się woda w rzece i deszcz spowoduje obsuwanie się dróg. Dżungla ich uwięzi. I rzeczywiście droga okazuje się nieprzejezdna. Zagubionych niewiedzących, dokąd jechać dalej po raz kolejny ratuje tajemniczy Kaali (Ajay Devgan). Oferuje im pomoc obiecując wskazać właściwą drogę, ale jednocześnie niepokoi ich tekstami typu "to, co widzisz nie jest tym, co się naprawdę dzieje, a w to, czego nie widzisz, w to nie uwierzysz". Recytuje im wiersz "Spójrz na swą dłoń. Linia, która przykuła cię do życia, już nie istnieje. Chodź, obejmij mnie, jestem twoim końcem". Opowiada historię sugerującą, że za śmierć szerzącą się w rezerwacie odpowiedzialny jest nie tygrys-ludojad, ale duch człowieka skatowanego przez tłum i rzuconego na pożarcie głodnym tygrysom. Wywołuje swoimi opowieściami przerażenie dziewczyn i wściekłość Deva. Stwarza atmosferę czekania na śmierć kolejnej osoby. I śmierć nadchodzi. Podczas przeprawy przez rzekę ginie bliski obłędu ze strachu Vishal. Po śmierci kolejnej osoby Dev zauważa, że Kaali nie odbija się w wodzie. Nie ma go też na filmie kręconym przez nich. Przerażona trójka ucieka w panice przed swoim przewodnikiem. Czy można uciec przed zemstą ducha?

## Obsada
- Ajay Devgan – Kaali Pratap Singh – nominacja do Nagrody Filmfare za Najlepszą Rolę Negatywną
- Vivek Oberoi – Dev Malhotra
- John Abraham – Krish Thapar
- Lara Dutta – Ishika
- Esha Deol – Riya Thapar
- Vishal Malhotra – Vishal
- Kushal Punjabi – Sajid
- Shah Rukh Khan (gościnnie w piosence)
- Malaika Arora (gościnnie w piosence)